# Rathaus Kolberg
Das Rathaus Kolberg steht in der Stadt Kołobrzeg, dem ehemaligen Kolberg, in der polnischen Woiwodschaft Westpommern.

## Geschichte
Das ursprüngliche mittelalterliche Rathaus Kolbergs wurde während der Belagerung durch französische Truppen 1807 zerstört. An einen Wiederaufbau war wegen der finanziellen Notlage Kolbergs zunächst nicht zu denken. Auf eine Bittschrift an König Friedrich Wilhelm III. von 1826 sagte die preußische Krone 20.000 Taler für einen Neubau zu. Die Pläne Karl Friedrich Schinkels folgten skizzenartigen Entwürfen des Kronprinzen Friedrich Wilhelm, die Überreste des vorherigen Rathauses einbezogen.
Von 1829 bis 1832 erbauten Pelicaeus und  Ernst Friedrich Zwirner, Dombaumeister und Architekt, der auch in Köln wirkte, das noch heute bestehende Rathausgebäude. Im Jahr 1864 errichteten die Bürger Kolbergs im Ehrenhof des Rathausbaus ein Standbild Friedrich Wilhelms III. von Friedrich Drake. Auch das Land- und Stadtgericht Colberg nahm seinen Sitz im Rathaus Kolberg.

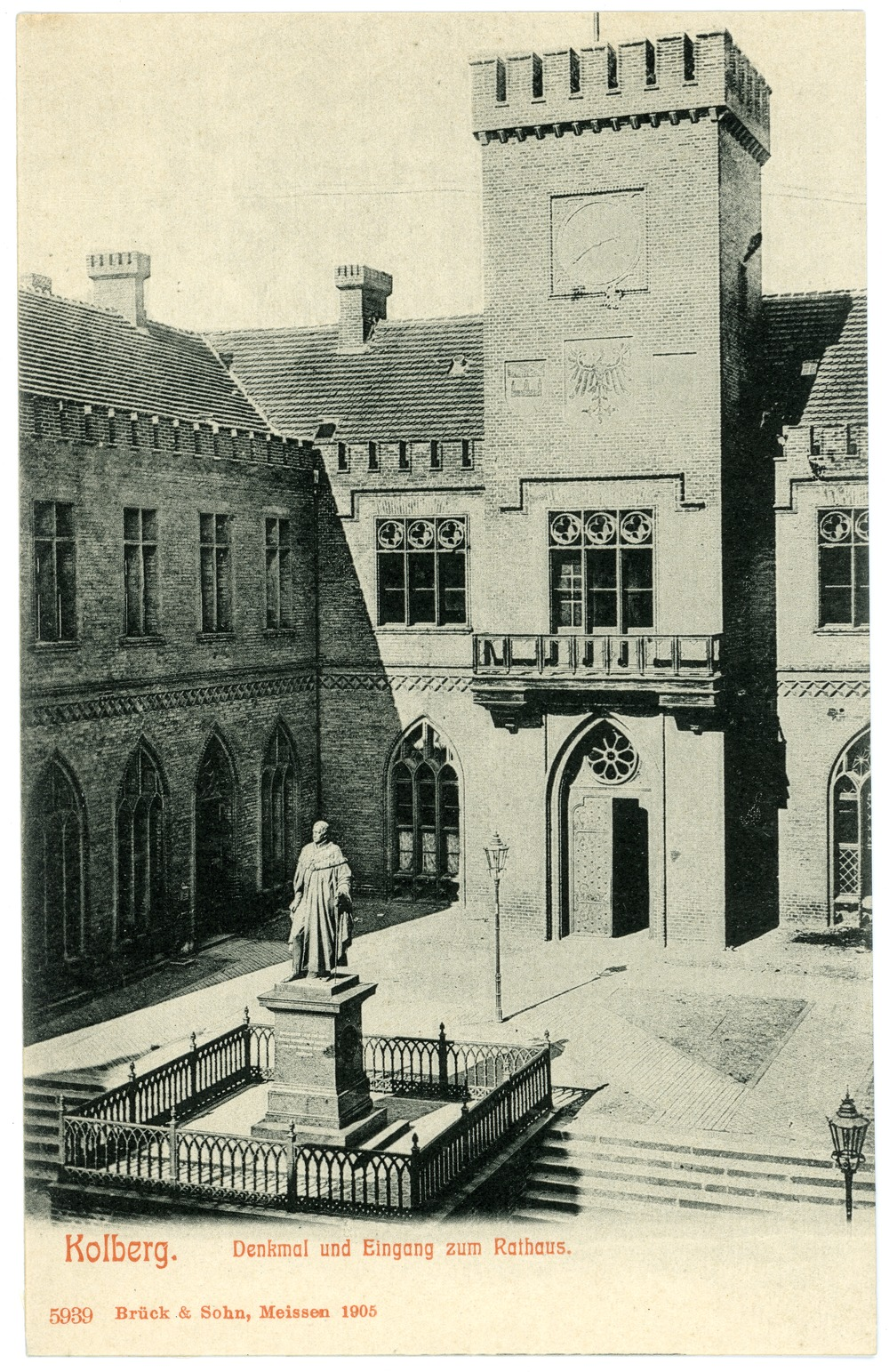
Das Rathaus zu deutscher Zeit mit Standbild und preußischem Wappen am Turm (1905)

Im Zweiten Weltkrieg erlitt das Rathaus nur geringe Schäden und wurde als Rathaus des nunmehr polnischen Kołobrzeg wiederhergestellt. Dabei verschwand das Standbild Friedrich Wilhelms III. und am Turm trat an die Stelle des preußischen Wappens das polnische.

## Bauwerk
Das Kolberger Rathaus ist ein zweigeschossiger neugotischer Sichtziegelbau unter blechgedeckten Sattel- und Walmdächern. Die Pläne Schinkels sahen eine Erweiterung des ruinösen Altbaus durch zwei Flügel und einen mittigen Turm vor, so dass die drei Flügel einen tiefen Ehrenhof bilden. Die Gliederung des Hauptbaus ist teilweise vom Altbau übernommen, zum Beispiel die verbliebenen gotischen Fensteröffnungen an der Nordseite. Der Bau ist mit einem Zinnenkranz abgeschlossen, der an den Ecken der Flügel jeweils durch eine ebenfalls zinnenbekrönte Attika unterbrochen ist. Der  Architektur Schinkels gemäß sind die Attikas von der Fassade etwas abgerückt. Das große Portal, die Wappenfelder am Hauptbau sowie die Uhr am Turm kennzeichnen den Bau als Herrschaftsarchitektur.